# Heidteichsriede
Die Heidteichsriede ist ein Bach in Niedersachsen von etwa sieben Kilometern Länge. Nach offiziellen Angaben beginnt sie unterhalb des Kaiserdoms in einem aus der Lutter gespeisten Teich. In anderen Quellen wird sie als Kuhspringbach bezeichnet, der seinen Namen einer Quelle südwestlich von Königslutter verdankt. Das Gewässer mündet von links in die Schunter.

## Verlauf

### Oberlauf Rennebach
In den aktuellen Kartenwerken wird der Beginn der Heidteichsriede im Ortskern von Königslutter an der Nordstraße bei der Einmündung des Grünberger Wegs verzeichnet. Bis dorthin fließt der als Rennebach bezeichnete Abfluss aus dem Teich unterhalb des Domgeländes. Der Teich wird aus einem Seitenarm der Lutter gespeist, der vom Klostergelände unter der Klostermauer und der Straße An der Anstaltsmauer hindurch geleitet wird. Der Rennebach fließt etwa 200 m offen bis zur Straße Renne und im Weiteren unterirdisch. Im Gewässergütebericht für die Oker von 2002, in der Bach Heidteichriede (ohne s) benannt wird, wird ein Teich innerhalb der Klostermauern als Quelle angegeben. In der Infobox sind die Koordinaten des Beginns vom Rennebach angegeben, der häufig trockenfällt.
Die Heidteichsriede unterquert die Elmstraße und folgt der Straße An der Heidteichsriede zunächst nach Norden, knickt nach Osten ab und fließt entlang dem Gerichtsweg nach Nordosten bis zum Bahnhof. Sie wird unter dem Bahnhof geführt, folgt nach Norden dem Rieseberger Weg bis zum Ulmenweg, knickt wiederum nach Osten ab und schwenkt entlang der Wolfsburger Straße nach Norden durch die Siedlung Lerchenfeld. Dort verlässt sie den Siedlungsbereich geradlinig nach Osten und bildet die Vorflut der Kläranlage Königslutter (20.000 EW). Nach etwa einem Kilometer Verlauf durch die Wiesenlandschaft erreicht sie das Lutterlandbruch und die Schunter auf gleicher Höhe wie der von rechts kommende Rabenbeck.

### Quelle Kuhspring
Im amtlichen Flächenverzeichnis Weser wird als Nebenfluss der Schunter der Kuhspringbach mit der gleichen GKZ und der gleichen Einzugsgebietsgröße angegeben. Dieser Bach entspringt südwestlich des Siedlungsgebiets Königslutter im Elm im Kuhspring auf etwa 180 m Höhe (Lage Kuhspring ). Von dort aus verläuft der Bach überwiegend in nördliche Richtung und verschwindet am Siedlungsbeginn der Elmstraße unter der Oberfläche. In historischen Karten ist der ursprüngliche Verlauf noch dargestellt. Demnach unterquert er die Elmstraße beim Buchenring und folgt der Straße Am Rischbleek bis zur Braunschweiger Straße, verschwenkt geradlinig nach Nordosten und Osten und trifft beim Gerichtsweg auf den als Heidteichsriede bezeichneten Bachlauf (Mündung Kuhspringbach ). Der letzte Abschnitt liegt auch heute noch offen.